# Weskan (Kansas)
Welda es un lugar designado por el censo ubicado en el condado de Wallace  en el estado estadounidense de Kansas. En el año 2010 tenía una población de 161 habitantes.

## Geografía
Welda se encuentra ubicado en las coordenadas 38°52′0.16″N 101°57′51.11″O / 38.8667111, -101.9641972 (38.866711° -101.964197°).